# 赫尔辛基主教座堂男孩合唱团

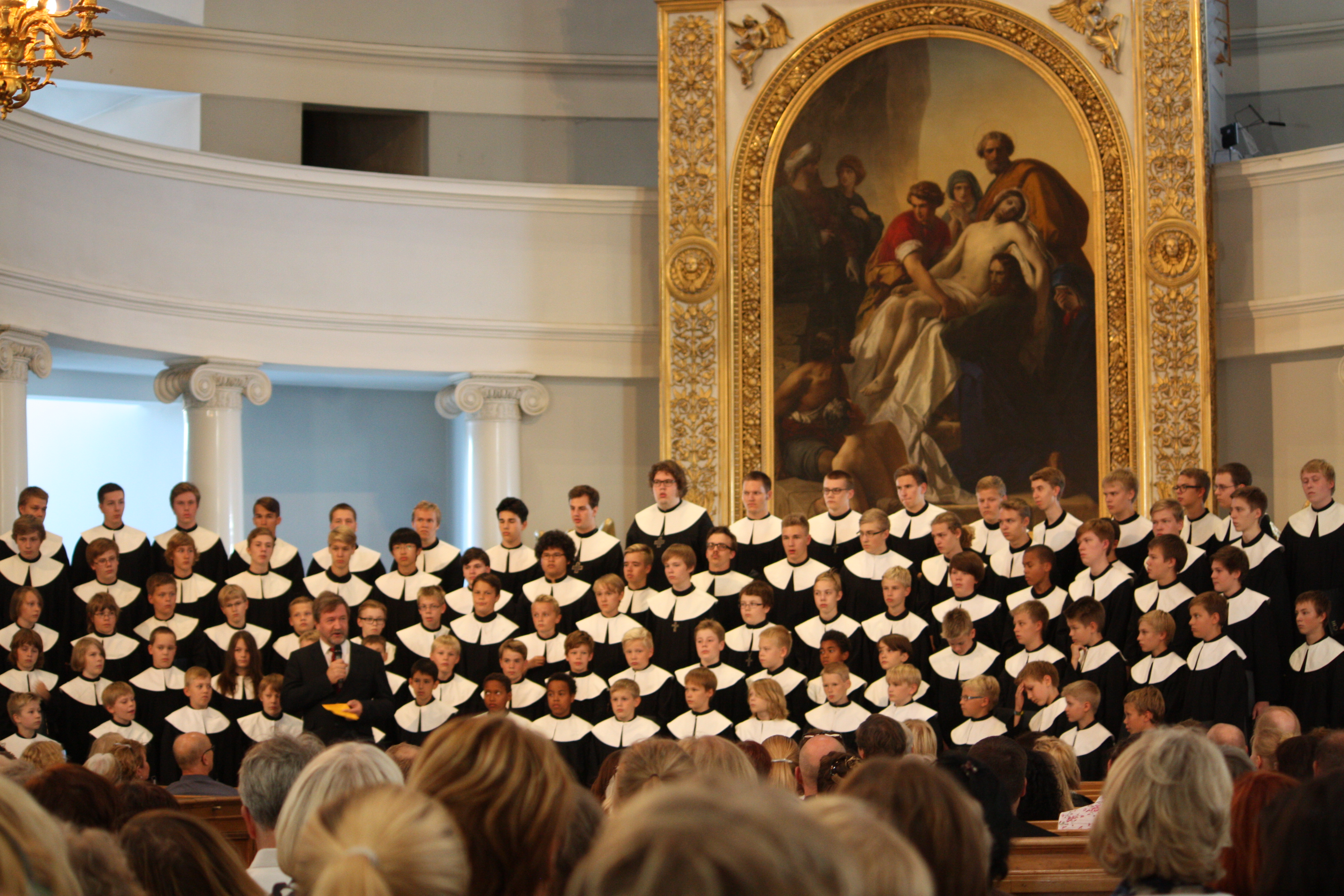
赫尔辛基主教座堂男孩合唱团在2013年艺术之夜时的演出

赫尔辛基主教座堂男孩合唱团（拉丁語：Cantores Minores，中文意思为“少年歌手”）， 是赫尔辛基主教座堂的一个合唱团，也是芬兰历史最久和著名的男孩合唱团。合唱团成立于1952年，其保护人为芬兰总统夫妇。合唱团成员有大概300个4至25岁的男孩和年轻男人。

## 曲目
合唱团的固定曲目包括巴赫的重要作品：马太受难曲、约翰受难曲（这两部作品每年交替演出）、圣诞节清唱剧和b小调弥撒曲，以及其他作曲家的经文歌。其它值得一提的曲目包括勃拉姆斯和莫扎特的安魂曲。合唱团的无伴奏合唱曲目涵括了古典合唱音乐从奥兰多·德·拉絮斯到奥利·科尔泰康阿斯的各个历史时期。当然合唱团的曲目中也包括了芬兰作曲家的合唱作品。在圣诞节期合唱团举办各种圣诞颂歌音乐会。